# 富田暁
富田 暁（とみた あかつき、1996年12月11日 - ）は、日本中央競馬会（JRA）・栗東トレーニングセンターの騎手。茨城県出身。

## 来歴
小学校1年生から高校生になるまでサッカーを続けていたが、競馬好きの父親の影響で騎手について漠然とした憧れを抱いていた。高校1年時の将来について考える授業をきっかけとして競馬学校騎手課程を受験したが不合格となり、翌年に再挑戦して合格する（第33期生）。このような経歴により、中学卒業後に直接競馬学校に入学した同期よりも2歳年上である。
競馬学校時代は同期で唯一の乗馬未経験者であったため、技術面では相当の苦労を強いられたが、無事卒業を果たす。茨城県出身であるが、同期生に木幡育也、武藤雅、横山武史という美浦関係者の血縁者が多くいたこともあり、「人脈がまったくない状況でスタートするなら、栗東のほうがチャンスがあるのではないか」と考え、栗東所属の希望を出した。
2017年3月に栗東・木原一良厩舎から騎手デビュー。4月22日の京都4R（3歳未勝利）でユキノタイガに騎乗して1着となり、初騎乗から43戦目で初勝利を挙げた。この2か月後、ユキノタイガで京都新聞杯に騎乗し重賞初騎乗を果たす。
2018年6月には、フランスのシャンティイ競馬場で行われた「ロンジン・フューチャー・レーシング・スター賞（若手騎手招待レース）」にJRA代表として参加した（結果は14頭立ての13着）。
2019年8月よりオーストラリアへ研修の為、渡航。同月17日ワンガラッタ競馬場5R(芝1300m)でオーストラリア初騎乗初勝利。
2020年4月オーストラリアより帰国。長期滞在の予定だったがコロナ禍の為、約9か月の滞在となった。
2020年の菊花賞でターキッシュパレスに騎乗しGI初騎乗を果たす。
2022年1月8日、中京4Rをカネトシブルームで勝利してJRA通算100勝を達成した。
2023年9月10日、阪神11Rのセントウルステークス（GII）をテイエムスパーダで勝利し、重賞初制覇となった。
2024年6月28日、同週に酒席でのトラブルが発端となり、調整ルーム内で池添謙一と粗暴な行為に至ったとして、富田について同月29・30日の開催日2日間の騎乗停止処分となった（後述）。同年11月3日の騎乗の後に渡米し、サンタアニタパーク競馬場を拠点にデルマー競馬場などで武者修行へ出る。期間は無期限で、JRAの騎手免許更新、師匠の木原調教師の定年引退がある2025年2月末に一時帰国し、その後3月に再び渡米している。11月29日、デルマー競馬場の1R一般戦で現地初騎乗。オーディトリーに騎乗し、9頭立ての4着。
2025年3月5日、所属する木原厩舎の定年解散にともない、フリーとなる。同年6月28日、エメラルドダウンズ競馬場3Rのクレーミング競走でイエスヒーキャンに騎乗して1着となり、通算32戦目で米国初勝利を挙げた。

## エピソード
- 2024年6月24日夜、函館市内の飲食店で複数の騎手と会食後、互いに泥酔した状態で池添が富田に高圧的な態度で絡むなどの行為があり、耐えかねた富田が近くにあった池添のスマートフォンをテーブルに叩きつけたため、画面が破損した。この一件で両者が口論となり、一旦は関係者が引き離したが、翌日早朝に再び調整ルーム内のロビーで両者は再度口論となり揉み合いとなる粗暴な行為があった事が、同月26日に厩舎関係者からJRAへ情報が提供された。JRAは関係者及び両者に聴取の結果、日本中央競馬会競馬施行規程第147条第20号「競馬の公正確保について業務上の注意義務を負う者としてふさわしくない非行のあった者」に該当するとして、池添は同年6月29日から7月7日まで開催日4日間、富田は同年6月29・30日の開催日2日間の騎乗停止処分が科された。これにより木曜日に発表されていた6月29・30日の両者の騎乗馬はすべて騎手変更となった[15]。
- 目標とする騎乗フォームは、ランフランコ・デットーリ騎手の騎乗フォーム[20]。
- 兄は茨城県土浦市でラーメン店を経営している[21]。

## 騎乗成績

### 概要
|            | 日付           | 競馬場・開催    | 競走名      | 馬名               | 頭数 | 人気 | 着順 |
| ---------- | -------------- | --------------- | ----------- | ------------------ | ---- | ---- | ---- |
| 初騎乗     | 2017年3月4日   | 1回阪神3日目1R  | 3歳未勝利   | ローズクイーン     | 16頭 | 11   | 7着  |
| 初勝利     | 2017年4月22日  | 3回京都1日目4R  | 3歳未勝利   | ユキノタイガ       | 16頭 | 5    | 1着  |
| 重賞初騎乗 | 2017年5月6日   | 3回京都5日目11R | 京都新聞杯  | ユキノタイガ       | 12頭 | 12   | 12着 |
| 重賞初勝利 | 2023年9月10日  | 4回阪神2日目11R | セントウルS | テイエムスパーダ   | 15頭 | 14   | 1着  |
| GI初騎乗   | 2020年10月25日 | 4回京都6日11R   | 菊花賞      | ターキッシュパレス | 18頭 | 16   | 14着 |

### 年度別成績
| 年度   | 1着 | 2着 | 3着 | 騎乗数 | 勝率 | 連対率 | 3着内率 |
| ------ | --- | --- | --- | ------ | ---- | ------ | ------- |
| 2017年 | 17  | 12  | 15  | 372    | .046 | .078   | .118    |
| 2018年 | 29  | 36  | 35  | 651    | .045 | .100   | .154    |
| 2019年 | 8   | 6   | 16  | 247    | .032 | .057   | .121    |
| 2020年 | 11  | 12  | 13  | 307    | .036 | .075   | .117    |
| 2021年 | 34  | 44  | 49  | 709    | .048 | .110   | .179    |
| 2022年 | 38  | 42  | 42  | 607    | .063 | .132   | .201    |
| 2023年 | 42  | 33  | 37  | 489    | .070 | .125   | .186    |
| 通算   | 190 | 197 | 230 | 3,161  | .050 | .102   | .163    |

- 出典[1]

## 主な騎乗馬
- テイエムスパーダ（2023年セントウルステークス）[22]